# Interstate 29
L'Interstate 29 (I-29) è un'autostrada statunitense della Interstate Highway che si estende per 1199,78 chilometri e collega Kansas City col confine canadese presso Pembina passando per Sioux Falls e Fargo.